# Eimeric de Bellveí
Eimeric de Bellveí (Catalunya, segle xiii – segle xiv) fou un vicealmirall de l'Armada Reial del senyor rei d'Aragó
A les ordres de Jaume II d'Aragó comandà les naus de l'Armada Reial en la conquesta de Ceuta (1309) en auxili dels aliats benimerins com a operació prèvia a la Croada d'al-Mariyya (1309). Però un cop presa la plaça els benimerins decidiren auxiliar el granadins. El vicealmirall Eimeric, com a capità de l'esquadra de l'estret de Gibraltar, hagué de barrar-los el pas cap a la península i impedir el pas d'aquests, ara enemics, a la Península. Per la seva ardidesa fou comparat aleshores amb Roger de Llúria.